# Zündapp SS 500
Die Zündapp S 500 und Zündapp SS 500 waren Motorradmodelle der Zündapp-Werke in Nürnberg. 

## Modellgeschichte
Trotz der schlechten wirtschaftlichen Lage – die Auswirkungen der Weltwirtschaftskrise waren noch überall spürbar – brachte Zündapp 1930 sein erstes Viertaktmodell heraus. Die S 500 und ihre sportliche Version SS 500 erhielten einen Einbaumotor Marke Python von Rudge Whitworth aus England. Der Motor war in zwei Leistungsvarianten erhältlich. Auf Wunsch wurde die Maschine mit verchromtem Tank geliefert. Wie die S-200/300-Modelle gab es die S 500/SS 500 mit kombinierter Hand/Fuß-Bremse. Die Maschine hatte als erste Steckachsen und einen klappbaren hinteren Kotflügel zum schnelleren Radwechsel. Im ersten Produktionsjahr wurden 38 Maschinen gebaut, im folgenden Jahr waren es 963.

## Technische Details
Der fahrtwindgekühlte Einzylindermotor hatte vier Ventile, die über Stößel, in verchromtem Schutzrohr laufende Stoßstangen und gegabelte Kipphebel von der untenliegenden Nockenwelle betätigt wurden. Die Schmierung wurde mit einer Umlauf-Doppelkolbenpumpe mit Filter sichergestellt. Die Maschine hatte eine Mehrscheiben-Trockenkupplung. Das Gemisch bereitete ein britischer Amal-Vergaser mit zwei Schiebern auf. Die elektrische Zündlichtanlage arbeitete mit 6 Volt, der Zündzeitpunkt war verstellbar. Der Starrrahmen war aus Profilstahl verschraubt. Das Motorrad hatte eine Trapezgabel mit Reibungsstoßdämpfer und einen Sattel mit zwei Federn. Der Tank fasste 15 l, was bei einem Verbrauch von 5 l (SS: 5,5 l) eine Reichweite von 300 km ermöglichte. Die Bereifung hatte die Dimension 27 × 4. 

## Bilder

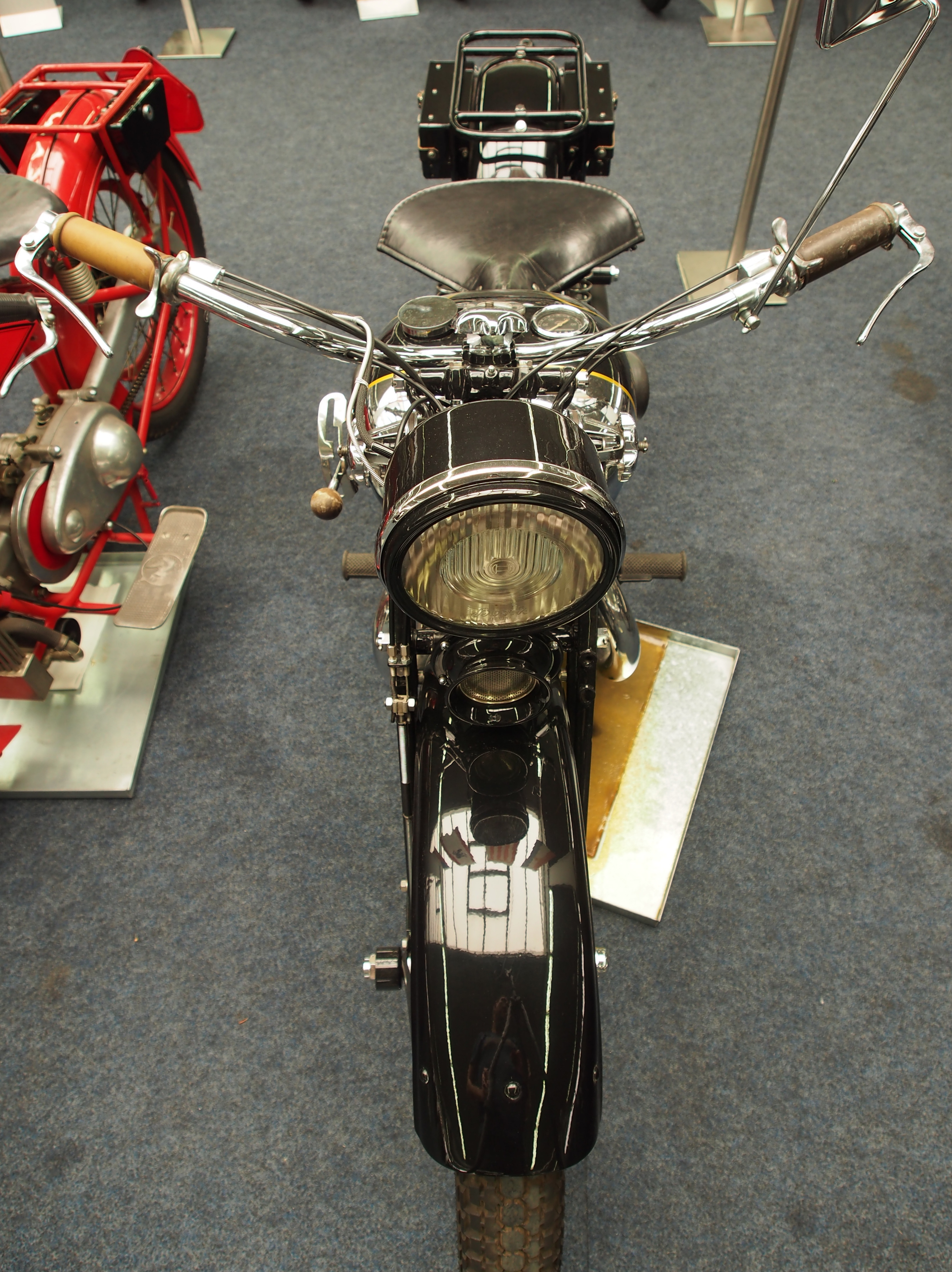
Frontansicht
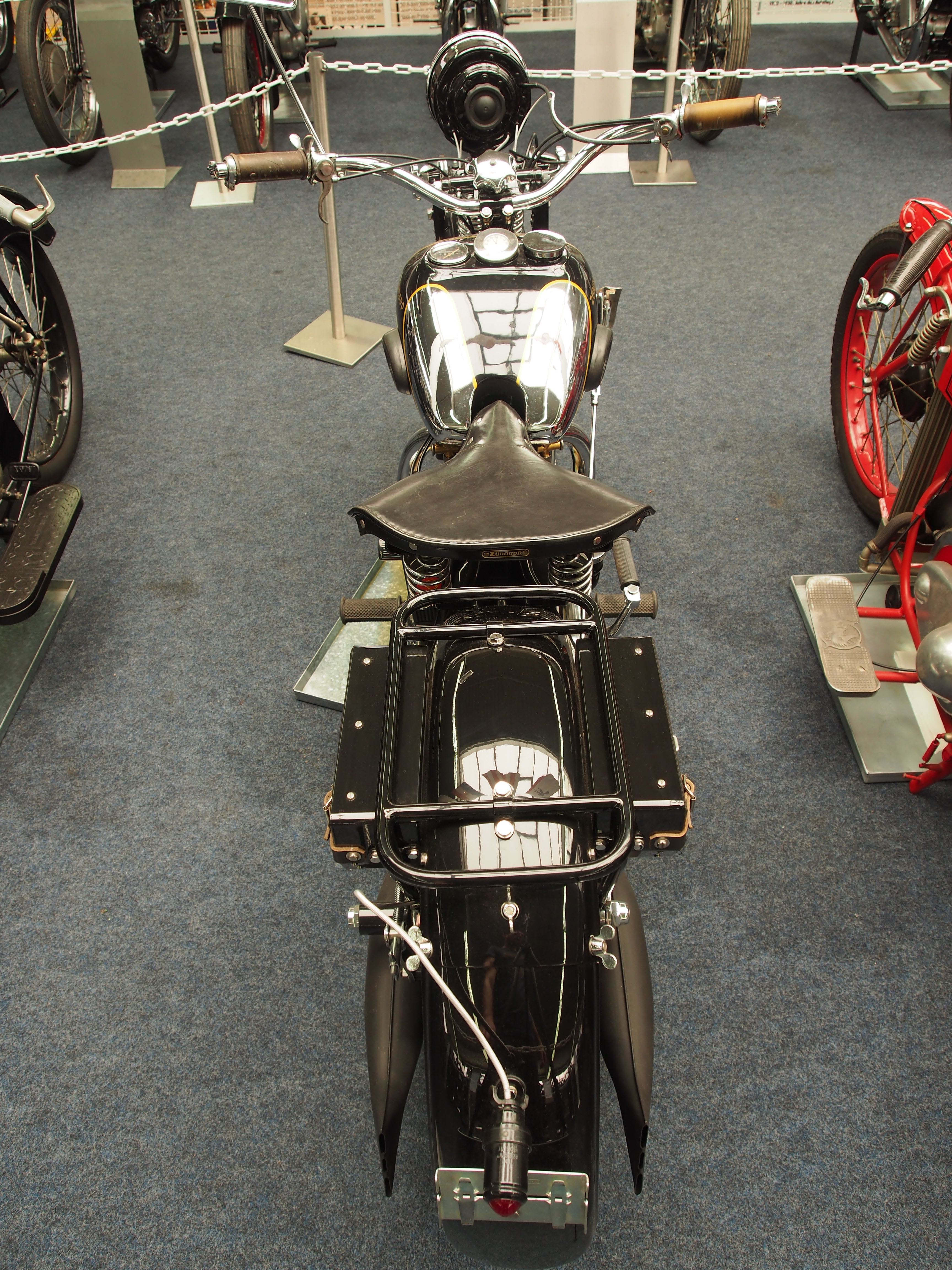
Ansicht von hinten
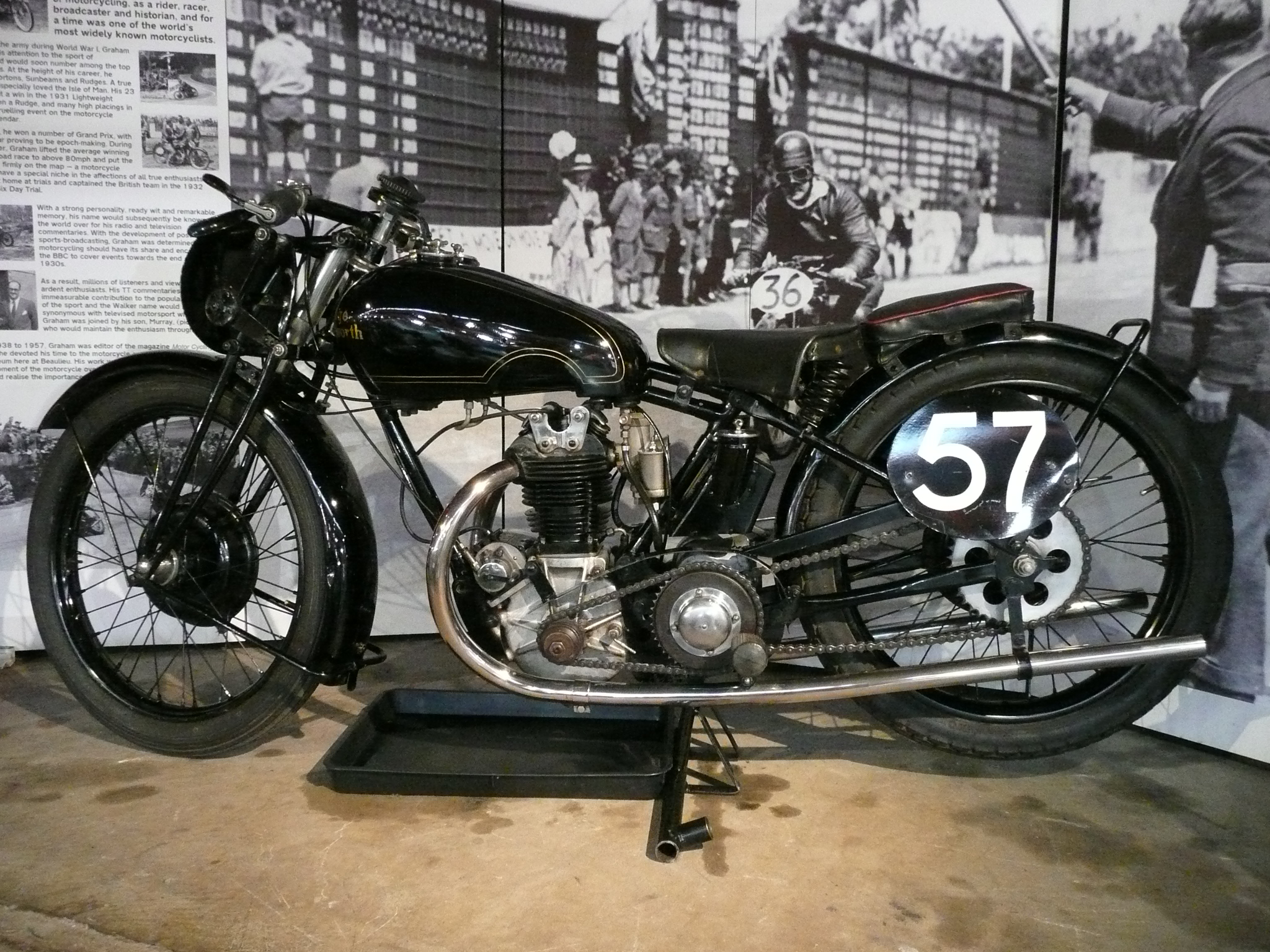
Eine Rudge mit demselben 499-cm³-Motor, wie er auch bei Zündapp verbaut wurde.